# Wilde Gomes da Silva
Wilde Gomes da Silva (Orós, 14 de janeiro de 1981) é um jogador brasileiro de futsal. Atualmente joga pela equipe do Sparta Praha, da República Tcheca.

## Títulos
- 2 Copa do Mundo de Futsal da FIFA - 2008/2012
- 7 Liga Nacional de Fútbol Sala - 2005/06, 2006/07, 2008/09,2009/2010,2010/2011,2011/2012,2012/2013.
- 5 Copa da España - 2008,2010,2011,2012,2013
- 5 copa Catalunya 2010,2011,2012,2014,2015,
- 1 Grand Prix (2009)
- 1 Liga Futsal - , 2003
- 1 superliga rusa 2016/2017
- 1 liga checa 2018/2019
- 2 Supercopa de España - 2006, 2010
- 4 copas del Rey  2011,2012 2013,2014
- 1 Intercontinental - 2002
- 1 Copa Ibérica - 2007
- 2 Campeonatos Metropolitanos - 2000, 2002
- 2 Campeonato Estatal - 2002,2018
- 1 copa de brasil 2018
- 1 Copa Río São Paulo Minas - 2002
- 2 Best Pívot LNFS - 2008/09,2009/2010
- 2 Top scorer LNFS - 2008/09,2009/2010